# 池田晃治
池田 晃治（いけだ こうじ、1953年9月3日 - ）は、広島県三原市出身の実業家。広島銀行会長、広島商工会議所会頭。

## 来歴
1953年広島県三原市生まれ。広島県立三原高等学校、慶應義塾大学商学部卒業。
1977年広島銀行入行、総合企画部長などを経て、2006年執行役員、2008年常務執行役員、2009年常務取締役、2012年広島銀行取締役頭取に就任、2018年から取締役会長、2019年11月から広島商工会議所会頭を務める。
2020年10月、広島銀行を中心とする持株会社であるひろぎんホールディングス発足に伴い、初代会長に就任。